# Nemoria unistrigata
Nemoria unistrigata är en fjärilsart som beskrevs av Carl Freiherr von Gumppenberg 1895. Nemoria unistrigata ingår i släktet Nemoria och familjen mätare. Inga underarter finns listade i Catalogue of Life.